# Neuer Markt
Der Neue Markt war ein Segment der Deutschen Börse, das 1997 im Zuge der Euphorie um die New Economy nach dem Vorbild der amerikanischen Technologiebörse NASDAQ eingerichtet wurde. Als Aktienindex (Performanceindex) sollte er das Marktsegment der „Neuen Technologien“ widerspiegeln und jungen Unternehmen in sogenannten Zukunftsbranchen, wie Informationstechnik, Multimedia, Biotechnik und Telekommunikation sowie Erzeuger forschungsintensiver Produkte, eine Möglichkeit der Eigenkapitalfinanzierung über einen Börsengang bieten. (Dabei wurde das Branchenkriterium weit ausgelegt; auch der Seniorenheimbetreiber Refugium AG war vertreten.) Die ersten beiden am Neuen Markt gehandelten Aktien waren am 10. März 1997 die der Mobilcom (Telekommunikation) und Bertrandt AG (Ingenieurdienstleistungen).

## Entwicklung des Neuen Marktes
Der Neue Markt verzeichnete in den Jahren 1997 bis 2000 ein rasantes Wachstum. Auf dem Höhepunkt waren mehr als 300 Unternehmen in diesem Segment gelistet. Die deutschen Banken hatten das Geschäft mit dem IPO (Initial Public Offering), d. h. dem erstmaligen öffentlichen Anbieten von Aktien an der Börse, vernachlässigt. So konnte unter der Leitung von Dietrich Walther die Gold-Zack AG bzw. die mit ihr verbundene Gontard & Metallbank zu einem der führenden Emissionshäuser für Aktien des Neuen Markts aufsteigen.
Die Deutsche Börse führte zunächst den Neuer-Markt-Index Nemax ein. Am 1. Juli 1999 wurde der Nemax 50 hinzugefügt. Er bestand aus den 50 nach Marktkapitalisierung und Börsenumsätzen größten Titeln. Der bisherige Nemax wurde damit umbenannt in Nemax All Share (oder Nemax AS) und enthielt weiterhin alle Werte.
Durch das scheinbar explosionsartige Wachstum vor allem im Bereich des Internets (Dotcom-Blase) stieg der zum 31. Dezember 1997 auf 1000 Punkte zurückgerechnete Nemax 50 am 10. März 2000 auf den historischen Höchststand von 9666 Punkten.
Parallel zur Entwicklung an den internationalen Börsen fielen die Notierungen ab März 2000 auch am Neuen Markt. Erste Listen mit potenziellen Pleitekandidaten wurden auf Internetseiten und in der Presse veröffentlicht. Im September 2000 meldete mit Gigabell tatsächlich das erste Unternehmen in einer später endlosen Reihe Insolvenz an. Aufsehen erregte u. a. die Insolvenz der Infomatec AG im Mai 2001, die zuvor serienweise betrügerische Ad-hoc-Meldungen publiziert hatte. 2001 versuchte die Deutsche Börse, die immer größere Anzahl insolventer Unternehmen durch ein zwangsweises Delisting von Pennystocks zu verschleiern. Dagegen klagten jedoch zahlreiche der betroffenen Unternehmen. Die Regel wurde später wieder fallen gelassen; dafür wurde die Portalseite neuermarkt.com der Deutschen Börse zum Jahresende 2001 eingestellt.
Im Jahr 2002 wurde die Abwärtsbewegung zusätzlich durch zahlreiche Skandale bei einzelnen der gelisteten Unternehmen verstärkt. Spektakulärster Betrugsfall war der Telematik-Anbieter ComROAD, dessen Geschäftstätigkeiten nahezu ausschließlich aus Scheinumsätzen mit sich selbst bestanden. Firmengründer Bodo Schnabel wurde verhaftet und später zu sieben Jahren Haft verurteilt. Auch der Fall EM.TV mit den Brüdern Thomas und Florian Haffa beschäftigte noch Jahre die Straf- und Zivilgerichte. Weitere Unternehmensvorstände wurden wegen Insiderhandels und Kursbetrugs verurteilt. Der Nemax erreichte am 9. Oktober 2002 einen Stand von nur mehr 318 Punkten und hatte somit in nur 31 Monaten über 96 Prozent seines Wertes (über 200 Mrd. Euro) eingebüßt. Viele der Aktien, die zum Höhepunkt der Spekulationsblase im März 2000 noch bei einem Wert von teilweise mehr als 100 Euro notierten, fanden sich als Penny-Stocks wieder.
Angeheizt wurde die Entwicklung durch Anlegerzeitschriften und tatsächliche oder vermeintliche Fachleute, sogenannte Börsengurus, die (teilweise wohl auch aus eigennützigen Motiven) durch immer neue Kaufempfehlungen die Kurse weiter antrieben. Dies gilt z. B. für Empfehlungen von Bernd Förtsch. Auch der Fondsmanager Kurt Ochner trug zu manchen Kursübertreibungen bei. Außerdem veröffentlichten manche Firmen irreführende Messgrößen und versteckten auf diese Weise ihre Verluste. Auf dem Höhepunkt der Spekulationsblase hatten einzelne Neuer-Markt-Unternehmen einen höheren Börsenwert als große Industriekonzerne. Selbst noch zu diesem Zeitpunkt dominierten in den einschlägigen Medien weiterhin enthusiastische Kaufempfehlungen mit utopischen Kurszielen. Umso heftiger erfolgte dann die Gegenbewegung des Marktes.
Als Folge des starken Kursverfalls beschloss die Deutsche Börse eine grundlegende Neusegmentierung im Aktienbereich, dem das Segment Neuer Markt zum Opfer fiel. Es wurde am 5. Juni 2003 geschlossen. Als Nachfolger des Nemax 50 wurde der TecDAX installiert, der aus nurmehr 30 (statt 50) Werten besteht und seit März 2003 offiziell berechnet wird; auf den Nemax All Share folgte der Technology All Share. Die meisten der anfangs im TecDAX enthaltenen Werte waren allerdings auch schon Mitglieder des NEMAX 50. Um Kontinuität vor allem bei der Abwicklung von Derivaten zu garantieren, wurde der NEMAX 50 bis 30. Dezember 2004 weiterberechnet. Sowohl TecDAX als auch NEMAX 50 haben sich seit März 2003 von ihren Tiefständen erholen können.

## Unternehmen des NEMAX 50
Der NEMAX 50 setzte sich zum Zeitpunkt seiner endgültigen Einstellung am 30. Dezember 2004 aus den folgenden Aktiengesellschaften zusammen. Mit * markierte Unternehmen gehörten Stand Januar 2011 bzw. mit (*) markierte gehörten zwischenzeitlich seinem Nachfolgeindex TecDAX an.
- 3U Telecom
- ADVA *
- Aixtron *
- AT & S (*)
- BB Biotech *
- BB Medtech (*) (in einen Investmentfonds umgewandelt)
- Bechtle *
- Cenit AG Systemhaus
- Computerlinks (von Private-Equity-Gesellschaft übernommen; Börsennotiz eingestellt)
- Dialog Semiconductor *
- Drägerwerk *
- Drillisch AG *
- Elmos Semiconductor (*)
- Epcos (*) (von TDK übernommen; Börsennotiz eingestellt)
- Evotec OAI *
- FJH, wurde wieder in FJA rückumbenannt (*)
- Freenet.de *
- Funkwerk AG (*)
- GPC Biotech (*), umbenannt in Agennix
- IDS Scheer (*), auf die Software AG verschmolzen
- Intershop Communications AG
- Jenoptik *
- Kontron *
- LION Bioscience (*), umbenannt in Sygnis Pharma
- Lycos Europe, Restgeschäft umbenannt in Jubii Europe
- MacroPore Biosurgery, umbenannt in Cytori Therapeutics
- Medigene (*)
- Micronas Semiconductor (*)
- Mobilcom (*), mit freenet fusioniert
- Morphosys *
- Mühlbauer Holding
- Pfeiffer Vacuum *
- PNE Wind (ehemals Plambeck Neue Energie AG)
- Qiagen *
- QSC *, umbenannt in Q.beyond
- Repower Systems (*)
- Rofin-Sinar (*)
- Sartorius AG
- SCM Microsystems (*)
- Singulus Technologies *
- Software AG *
- SolarWorld *
- Süss Microtec (*)
- T-Online (*) (refusioniert mit Deutsche Telekom)
- technotrans
- Telegate
- TELES (*)
- Tomorrow Focus
- United Internet *
- WaveLight Laser Technologie AG
- Web.de (*), Portalgeschäft an United Internet verkauft, Restgeschäft wurde erst in ComBOTS, dann in Kizoo AG umbenannt

Obige Liste mit dem Endstand ist jedoch nicht repräsentativ für die Zusammensetzung des NEMAX 50 während der entscheidenden Jahre des Neuen Marktes, da sie viele Nachzügler enthält, die erst spät in den Index aufgenommen wurden. Die Zusammensetzung des NEMAX 50 war während der wenigen Jahre seines Bestehens kontinuierlich einem starken Wechsel unterworfen. Zum unfreiwilligen Ausscheiden wegen Nichtbestehens der Kriterien für den NEMAX 50 kamen in den letzten Jahren auch Fälle hinzu, dass Firmen aus eigenem Wunsch das Börsensegment Neuer Markt verließen. Dies betrifft besonders den Termin Ende März 2003, als gleichzeitig 14 Titel ausgetauscht wurden. Von den 50 Titeln der Liste von Ende 2004 waren lediglich 11 (bzw. 13, da 1&1 in United Internet aufging sowie Bintec in Funkwerk) bereits beim Starttermin 1. Juli 1999 im Index enthalten. Damals, als der Neue Markt stark beachtet wurde, bestand der NEMAX 50 aus folgenden Gesellschaften:
1 & 1 (aufgegangen in United Internet), ACG AG, ADVA Optical Networking, Aixtron, artnet, Basler, BB Biotech, Bintec Communication, Brain International (Softwareanbieter), Brokat, CE Consumer Electronic, CineMedia Film, Consors, CPU Softwarehouse, Cybernet, Edel Music, EM.TV, Endemann Internet, Fortunecity.com, Heyde, Highlight Communications, IDS Scheer, i:FAO, Infomatec, Infor business solution (aufgegangen in Infor Global Solutions), Intershop Communications, Intertainment, IXOS Software, Jumptec, Kinowelt, LHS Group, mb Software, Medion, Micrologica, Mobilcom, Nemetschek, NSE Software, Pfeiffer Vacuum, Primacom, Qiagen, Realtech, SCM Microsys., Senator Film, SER Systeme, Singulus, STEAG HamaTech, TelDaFax, Telegate, Teleplan International, Teles, Utimaco Safeware.
Dem NEMAX 50 gehörten zwischenzeitlich unter anderem auch folgende Gesellschaften an: Augusta Technologie, Balda, Biodata, Comdirect Bank, ComROAD, DAB Bank, D.Logistics, Gericom, Lambda Physik, m+s Elektronik, Nordex, Pixelpark, ricardo.de, Thiel Logistik.